# Südlicher Flussotter

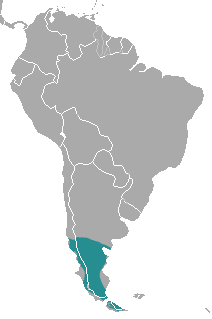
Verbreitungsgebiet des Südlichen Flussotters

Der Südliche Flussotter (Lontra provocax), auch Patagonischer Fischotter genannt, ist ein Raubtier in der Gattung Neuweltotter. Die Art lebt in Patagonien im südlichen Chile und Argentinien.

## Beschreibung
Der Südliche Flussotter ist eine mittelgroße Otterart und erreicht eine Kopfrumpflänge von 57 bis 61 cm, hat einen 35 bis 40 cm langen Schwanz und erreicht ein Gewicht von 5 bis 10 kg. Männchen sind in der Regel 10 % größer als die Weibchen. Das Fell ist dunkelbraun, die Bauchseite ist hell zimtbraun. Nacken und Kehle sind grau. Der kräftige Schädel ist flach, das Gebiss ist an das Zerbeißen von Krustentieren angepasst. Sowohl Vorder- als auch Hinterfüße sind mit Schwimmhäuten ausgestattet.

## Lebensraum und Lebensweise
Der Südliche Flussotter lebt an den Ufern von Flüssen, Seen und im Marschland an der Pazifikküste. In Argentinien hat man beobachtet, dass er alte Uferwälder mit viel Unterholz bevorzugt, in Chile fand man heraus, dass die Art mehr an größeren Flüssen als an kleinen Bächen vorkommt. Hier kommt die Art vor allem an Gewässern mit dichter, immergrüner Ufervegetation, freigespülten Wurzelstöcken und angeschwemmten Treibholz vor. Kanalisierte Flüsse werden dagegen gemieden. Südliche Flussotter sind vor allem nachtaktiv und tagsüber nur wenig zu sehen. Den Tag verbringen sie in Höhlen oder unter Wurzeln, die 0,7 bis 50 Meter vom Ufer entfernt und die sich etwa 3 bis 8 Meter oberhalb des Wasserspiegels befinden.
Südliche Flussotterernähren sich vor allem von kleinen Fischen (< 10 cm) und Krebstieren. Außerdem werden Mollusken und kleine Wasservögel erbeutet. Im mittleren Chile wird im Frühling und Sommer vor allem Fisch verzehrt, auch an der Pazifikküste des südlichen Chile bilden kleine Fische den wichtigsten Bestandteil der Nahrung. In Argentinien hat man Populationen der Art untersucht, die sich zu über 95 % von Krebstieren ernähren, da der Fischbestand in südargentinischen Süßwasserseen nur gering ist.
Die Geburt der Jungtiere findet etwa 10 bis 12 Monate nach der Paarung statt, wobei der Embryo längere Zeit ruht, die eigentliche Trächtigkeit wird daher mit 2 Monaten angenommen. Vor der Geburt errichtet das Weibchen einen Bau, in dem die blinden und hilflosen Jungtiere geboren werden. Die Milch der Mutter ist sehr nahrhaft und schon nach etwa 7 Wochen beginnen die Jungtiere mit fester Nahrung. Sie öffnen ihre Augen nach etwa einem Monat und starten ihre erste Schwimmversuche im dritten Monat. Ungefähr einen Monat später können sie selbst jagen, die Geschlechtsreife tritt nach 2 bis 3 Jahren ein. Die Sterblichkeitsrate ist sehr hoch und nur etwa ein Prozent der Tiere wird älter als 10 Jahre, die meisten sterben vor dem fünften Lebensjahr.
Weibchen bilden mit ihren Nachkommen kleinere Familiengruppen, während Männchen außerhalb der Paarungszeit einsam leben.

## Bedrohung
Für den Südlichen Flussotter sind keine speziellen natürlichen Feinde bekannt. Die Art wurde früher intensiv als Pelzlieferant gejagt und auch heute fällt sie mehrfach illegalen Jägern zum Opfer. Weitere negative Einflüsse sind Lebensraumzerstörung und Wasserverschmutzung. Größere Populationen gibt es heute nur noch im Nahuel Huapi Nationalpark, im Nationalpark Tierra del Fuego und bei Isla de los Estados. Deswegen wird die Art von der IUCN als bedroht (endangered) gelistet.

## Belege
1. 1 2 3 4  
Serge Larivière & Andrew P. Jennings: Family Mustelidae (Weasels and relatives). in Don E. Wilson, Russell A. Mittermeier: Handbook of the Mammals of the World – Volume 1 Carnivores. Lynx Editions, 2009, ISBN 978-84-96553-49-1. Seite 643.
2. ↑  Lontra provocax in der Roten Liste gefährdeter Arten der IUCN 2010. Eingestellt von: Sepulveda, M., Franco, M., Medina, G., Fasola, L. & Alvarez, R., 2008. Abgerufen am 3. Februar 2011.